# I approve this message
„I approve this message“ (englisch für „Ich genehmige diese Botschaft“) ist eine Phrase in der US-Politik, die von Kandidaten für bundesweite Ämter, etwa für das Präsidentenamt, in Fernseh- und Radio-Werbespots gesagt werden muss. Es gibt Varianten der Phrase wird mit „authorize“ statt „approve“ oder mit „ad“ statt „message“. Manchmal wird sie in der Vergangenheitsform („approved“ statt „approve“) formuliert.
Die Verwendung dieser Phrase ist durch den Bipartisan Campaign Reform Act von 2002 vorgeschrieben. Dieses Gesetz verlangt „a statement by the candidate that identifies the candidate and states that the candidate has approved the communication“ („eine Stellungnahme des Kandidaten, die den Kandidaten identifiziert und erklärt, dass der Kandidat die Mitteilung genehmigt hat“). Damit sollen unfaire, anonyme Angriffe auf den politischen Gegner (sogenannte attack ads) verhindert werden.